# Humber (estuár)
Humber je estuár na východním pobřeží Anglie, mezi hrabstvími East Riding of Yorkshire a Lincolnshire. Často se ne zcela přesně označuje jako řeka (River Humber), ačkoliv se v celém rozsahu jedná o brakický záliv, v němž voda podle přílivu a odlivu proudí oběma směry (podobný případ je Río de la Plata).

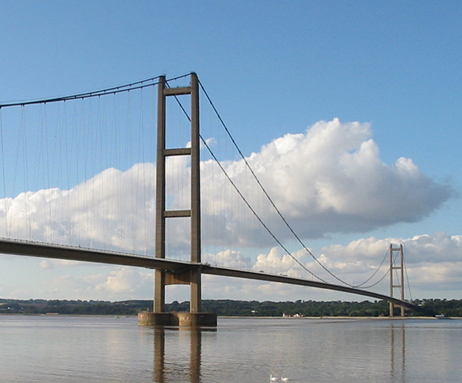
Humber Bridge

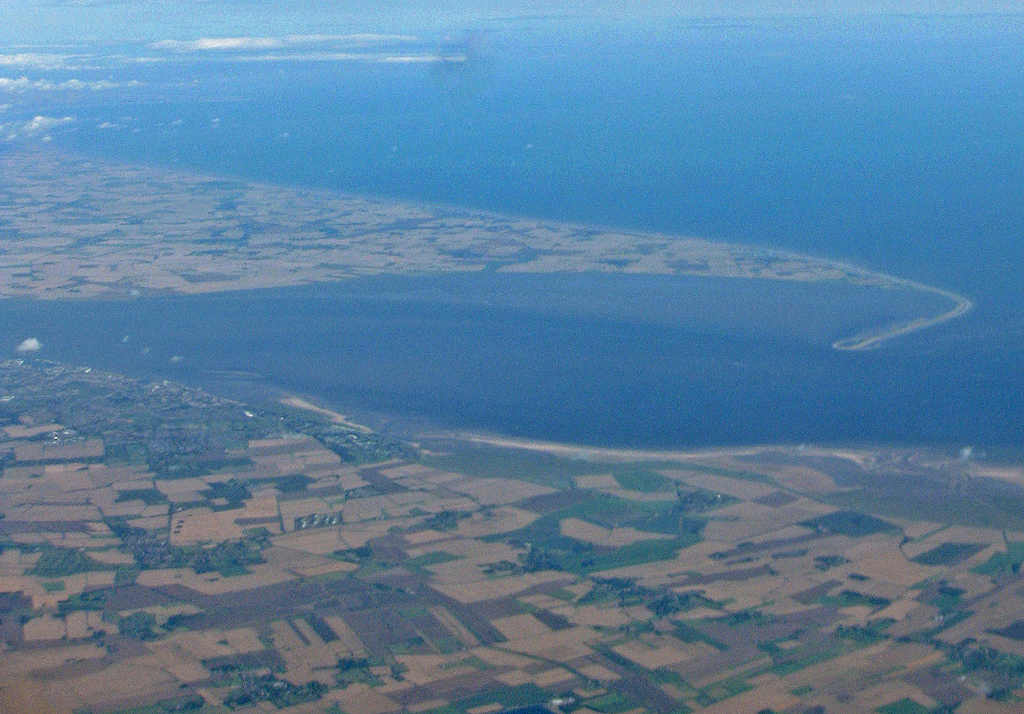
Ústí Humberu do Severního moře, vpravo hákovitý poloostrov Spurn

Humber vzniká na soutoku řek Ouse a Trent jako jejich společné nálevkovité ústí do Severního moře. Míří východním směrem, za Hullem se stáčí k jihovýchodu. Je široký 2 až 4 km, poblíž ústí ale i přes 10 km. Od volného moře je částečně oddělen kosou zvanou Spurn. Na jeho březích se nacházejí významné přístavy (Kingston upon) Hull, Immingham a Grimsby.
Humberský most (Humber Bridge), který přes něj vede, byl ve své době nejdelší visutý most na světě.